# Suchá Kamenice
Die Suchá Kamenice (deutsch Dürrkamnitz) ist ein rechter Nebenfluss der Elbe in Nordböhmen, Tschechien.

## Geographie

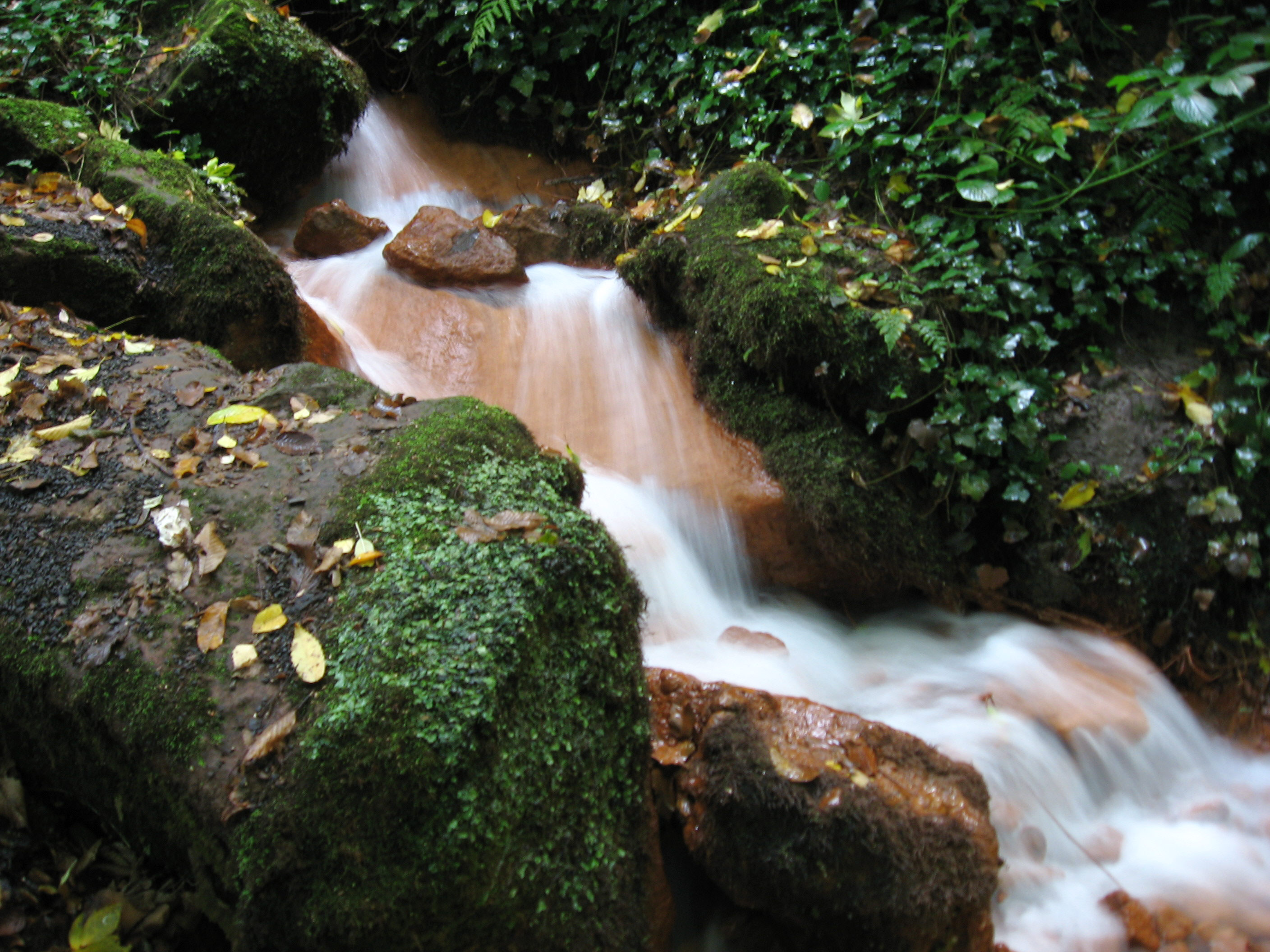
Quelle im údolí Suché Kamenice

Die Quelle der Suchá Kamenice liegt am Westhang des Bynovecky vrch und sie mündet 1 km oberhalb von Hřensko (Herrnskretschen) in die Elbe. Als einzigen Ort berührt sie die Gemeinde Arnoltice. Im Unterlauf hat sich der Fluss tief in das Sandsteinmassiv eingeschnitten und bildet die Schlucht údolí Suché Kamenice (Dürrkamnitzschlucht) mit bizarren Felswänden. Die Namensbezeichnung steht im Zusammenhang mit der häufigen Austrocknung des Flussbettes, was in dem Canyon deutlich sichtbar ist. Die Wasserführung ist nur nach Niederschlagsperioden durchgehend. Dennoch kann es nach Gewitterfluten zu erheblichen Verwüstungen kommen. Nahe der Mündung befinden sich beim Ausgang der Schlucht mehrere Strudeltöpfe und eine Quelle mit starker Schüttung und hohem Gehalt an Eisen. Sie gehört zu den ergiebigsten der Region.

## Geschichte

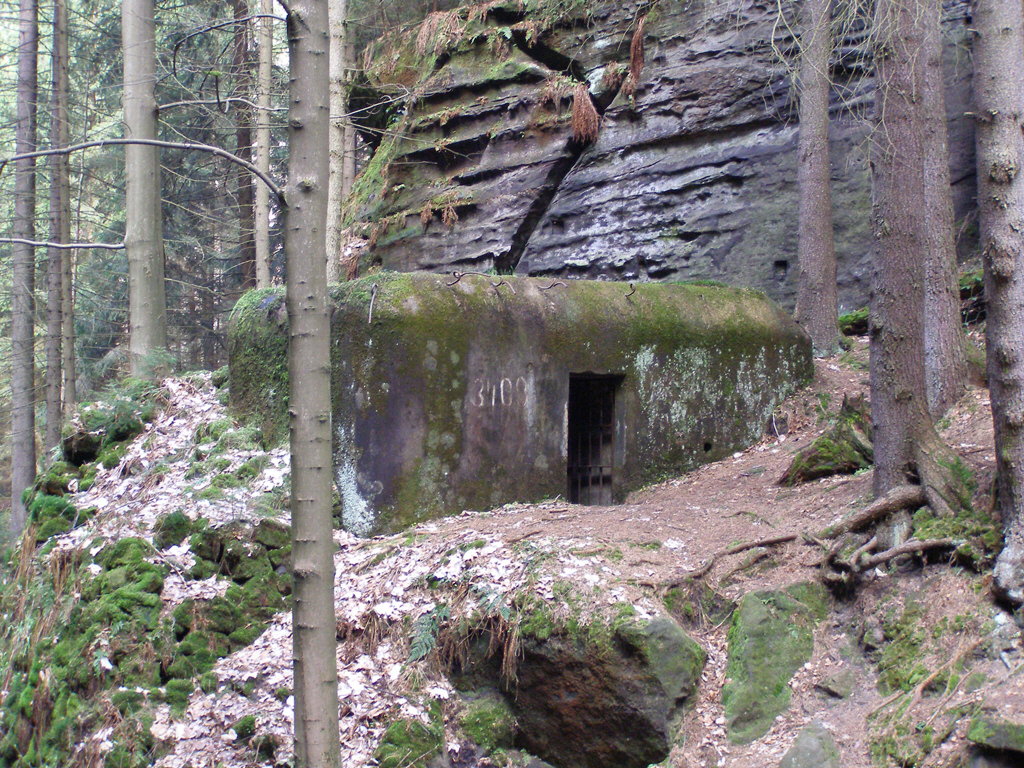
Bunker im údolí Suché Kamenice

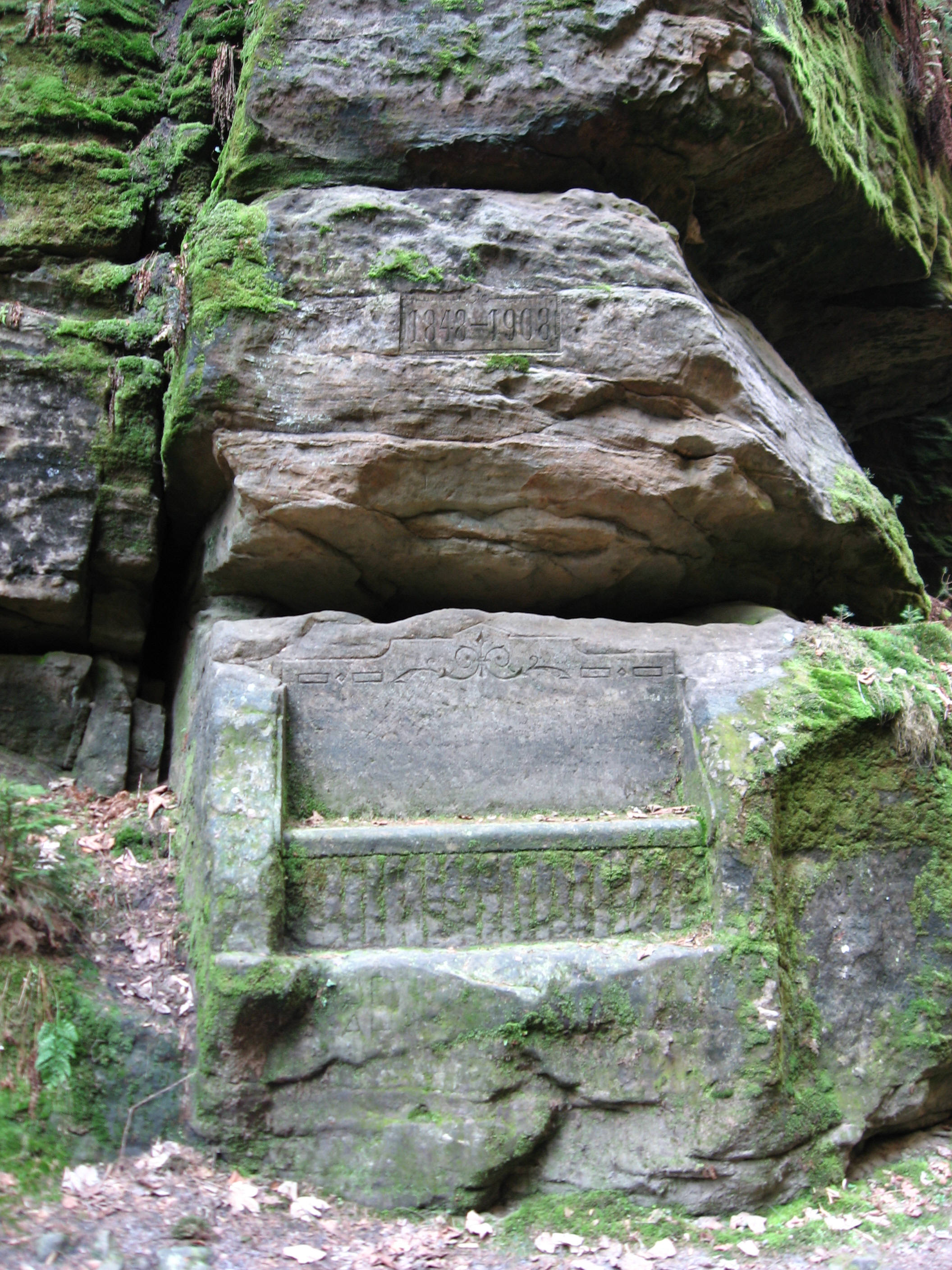
Felsbank im údolí Suché Kamenice

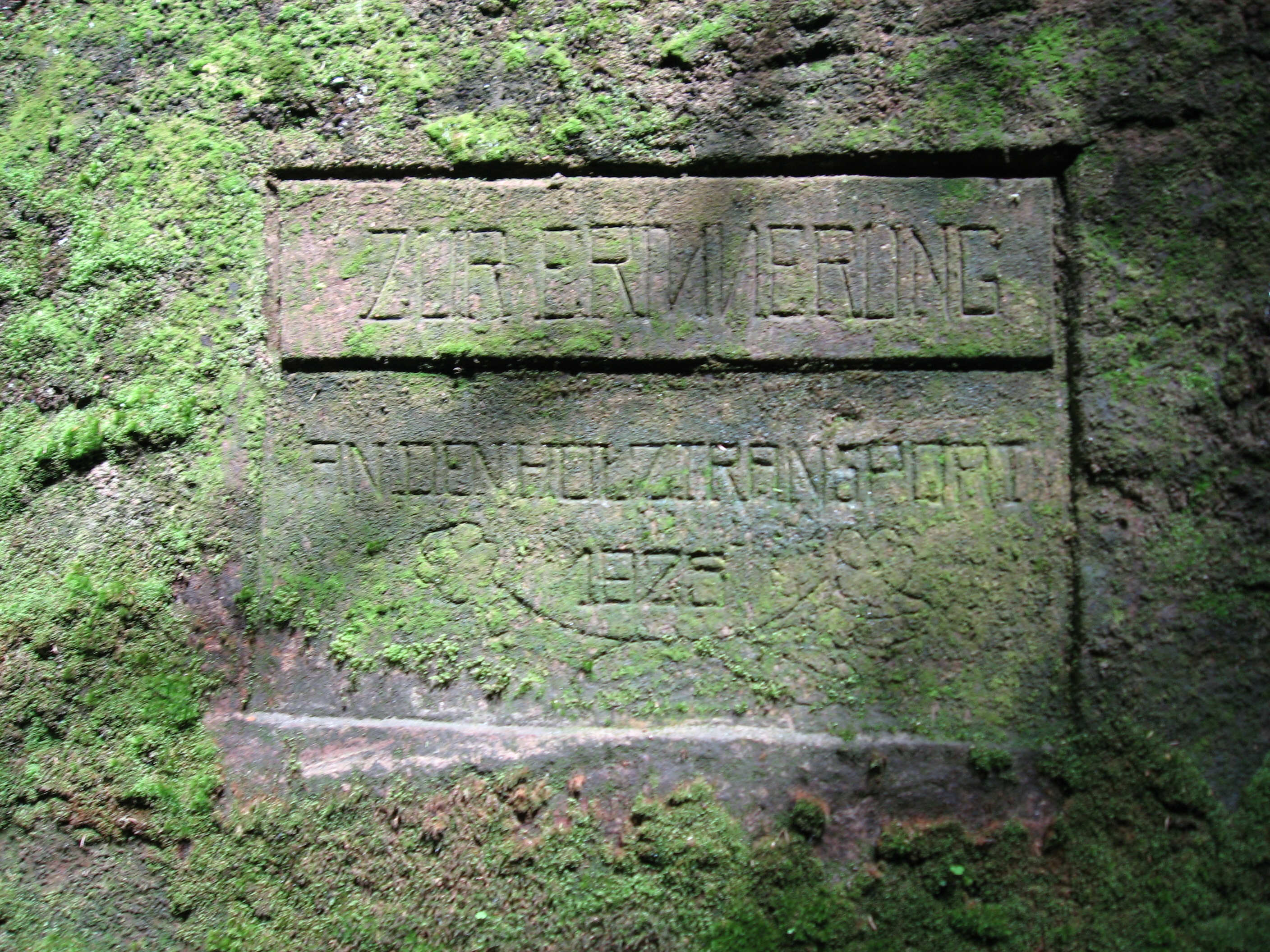
Gedenktafel im údolí Suché Kamenice

1793 wurde im unteren Teil des údolí Suché Kamenice eine Mühle errichtet. Sie trug den Namen Ziegenmühle. Wegen der Wasserverhältnisse war es eine Saisonmühle. Sie diente als Getreide-, Säge- und Lohstampfmühle. 1882 wurde sie durch einen Brand vernichtet und nicht wieder aufgebaut. Da der Mühlenbetrieb allein nicht rentabel war, wurde unterhalb von ihr ein Gasthaus mit Kegelbahn und einem Tanzsaal errichtet, das bis 1945 Bestand hatte. Die Mühle wurde ein beliebtes Reiseziel, mit dessen Schönheit sich auch bekannte Künstler wie z. B. Eduard Leonhardi, Ludwig Richter oder Bedřich Havránek beschäftigt haben. Im oberen Teil des Grundes entstand unter der Krümmerwand 1848 die heute völlig verschwundene Grimmermühle mit Mühlteich.  An ihrer Stelle gab es von 1929 bis nach 1945 die  Krümmerbaude, ein kleines Gasthaus. 1894 wurde die Schlucht durch den Gebirgsverein für die Böhmische Schweiz touristisch erschlossen.

## Bauwerke und Denkmäler

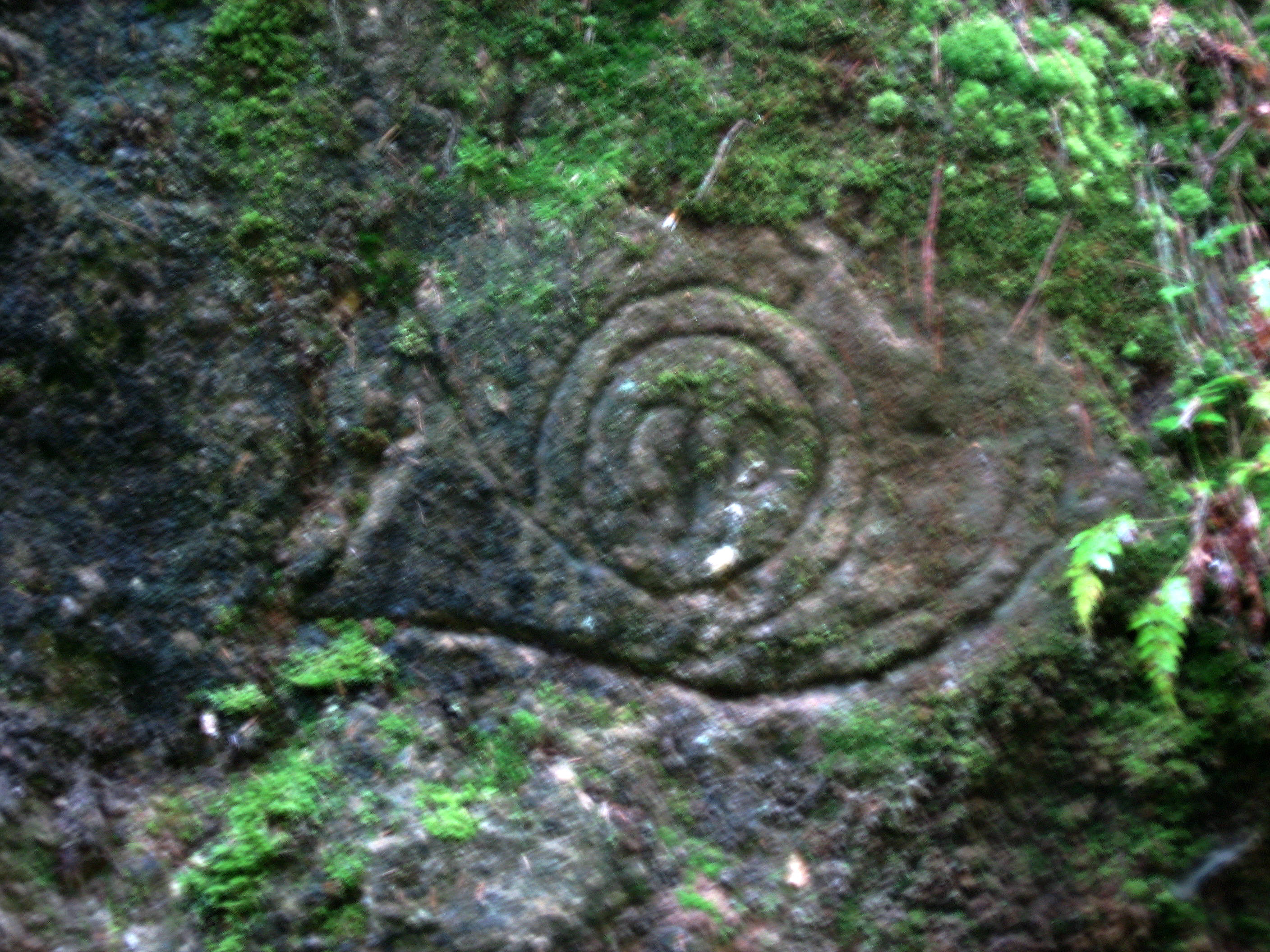
Posthornrelief im údolí Suché Kamenice

Im unteren Bereich der Schlucht kam es 1938 zum Bau eines Betonbunkers (Ohrenstand) als Teil des Tschechoslowakischen Walls (tschechisch československé opevnění). Zu den Sehenswürdigkeiten gehört unter anderem auch eine Felsenbank, die an das 60. Thronjubiläum von Kaiser Franz Joseph I. erinnert. Zwei Relieftafeln machen darauf aufmerksam, dass hier 1925 Holztransporte durchgeführt wurden. Auch tief eingeschnittene Rinnen in den Quadern der Sandsteinpackung des Weges weisen auf solche Aktivitäten hin. Ein in einen Felsblock eingehauenes Posthorn ähnelt dem Poststein im Rakosovy důl (Schilfgrund) bei Vlčí Hora (Wolfsberg).